# Polybotrya gracilis
Polybotrya gracilis är en träjonväxtart som beskrevs av Alexander Curt Brade. Polybotrya gracilis ingår i släktet Polybotrya och familjen Dryopteridaceae. Inga underarter finns listade.